# Enfermero mayor
El enfermero mayor era parte integrante del cuerpo médico de los hospitales que operaban en los territorios americanos y europeos del Imperio Español. El enfermero mayor era el responsable de la sala, supervisaba al enfermero menor, también conocido como ayudante, que realizaba las indicaciones del doctor. El enfermero mayor determinaba si el enfermo debía o no internarse en enfermería mediante la toma del pulso. Si permanecía en enfermería se llamaba al médico para el diagnóstico de la enfermedad del paciente y la firma de recetas.